# فرانك باترسون
فرانك باترسون (بالإنجليزية: Frank Patterson)‏ هو لاعب كرة قدم أمريكية أمريكي، ولد في 29 يونيو 1873 في ألباني في الولايات المتحدة، وتوفي في 10 أبريل 1939 في نيويورك في الولايات المتحدة.